# Västerås IK (Eishockey)
Der Västerås IK (Västerås ishockeyklubb, bis 2018 VIK Västerås Hockey Klubb) ist ein schwedischer Eishockeyverein aus Västerås, der seit 2018 wieder in der zweitklassigen Allsvenskan spielt. Seine Heimspiele trägt die Mannschaft, die bisher 34 Spielzeiten der höchsten schwedischen Liga angehörte, in der 4902 Zuschauer fassenden ABB Arena Nord aus.

## Geschichte
Der Verein geht aus dem 1913 gegründeten Västerås IK hervor, bei dem 1939 eine Eishockeyabteilung ins Leben gerufen wurde. 1947 erfolgte der erste Aufstieg in die Allsvenskan, seinerzeit die höchste Spielklasse Schwedens. In den folgenden Jahren wechselte die Mannschaft zwischen erster und zweiter Liga, ehe sie sich in der zweiten Hälfte der 1950er Jahre in der Erstklassigkeit etablieren konnte.
1970 musste Västerås IK aus der Allsvenskan absteigen. Nach einer Reform des schwedischen Ligasystems fünf Jahre später kam der Klub in eine der neu geschaffenen vier Zweitligastaffeln. 1980 löste sich VIK auf und zersplitterte in einzelne Vereine je Sportart, so dass unter anderem der IK VIK Hockey als selbständiger Verein entstand.
1988 gelang VIK Hockey die Rückkehr in die höchste Spielklasse, die mittlerweile unter dem Titel „Elitserien“ durchgeführt wurde. In der Debütsaison 1988/89 musste die Mannschaft in die Relegation, schaffte aber den Klassenerhalt. In den folgenden Jahren etablierte sie sich in der ersten Liga und qualifizierte sich teilweise für die Meisterschaftsendrunde. 1999 trennten sich die Nachwuchsmannschaften unter dem Namen „Västerås IK Ungdom“ vom Hauptverein.
Im Juni 2000 wurde die Profimannschaft aufgrund des Konkurses des VIK Hockey vom Spielbetrieb zurückgezogen. Die verbleibende Seniorenmannschaft wurde in den bisherigen Nachwuchsverein „Västerås IK Ungdom“ aufgenommen, die in der Drittklassigkeit startete. Die Frauen- und Nachwuchsmannschaften gingen in den neuen Verein VIK Västerås Hockey Klubb Ungdom über. 2000 und 2001 gewann der neu gegründete Klub (Västerås IK Ungdom) die Meisterschaft der Division 2, verpasste aber den Aufstieg in die zweite Liga. Dieses Ziel wurde erst 2003 erreicht, so dass er in der Folge in der Allsvenskan antrat. Im Frühjahr 2005 fusionierte VIK Hockey Ungdom mit dem 1975 gegründeten Västerås HC und bildete den VIK Västerås Hockeyklubb, zu dem das Herrenteam von VIK sowie die A- und B-Junioren gehörten. Alle Teams des Västerås HC und die Nachwuchsmannschaften des VIK wurden in der VIK Västerås HK Ungdom zusammengefasst.
2017 folgte der Abstieg der Herrenmannschaft aus der Allsvenskan in die drittklassige Hockeyettan. Ein Jahr später, nach dem Wiederaufstieg in die zweite Spielklasse, kehrte der Klub zu seinem Originalnamen Västerås IK zurück.

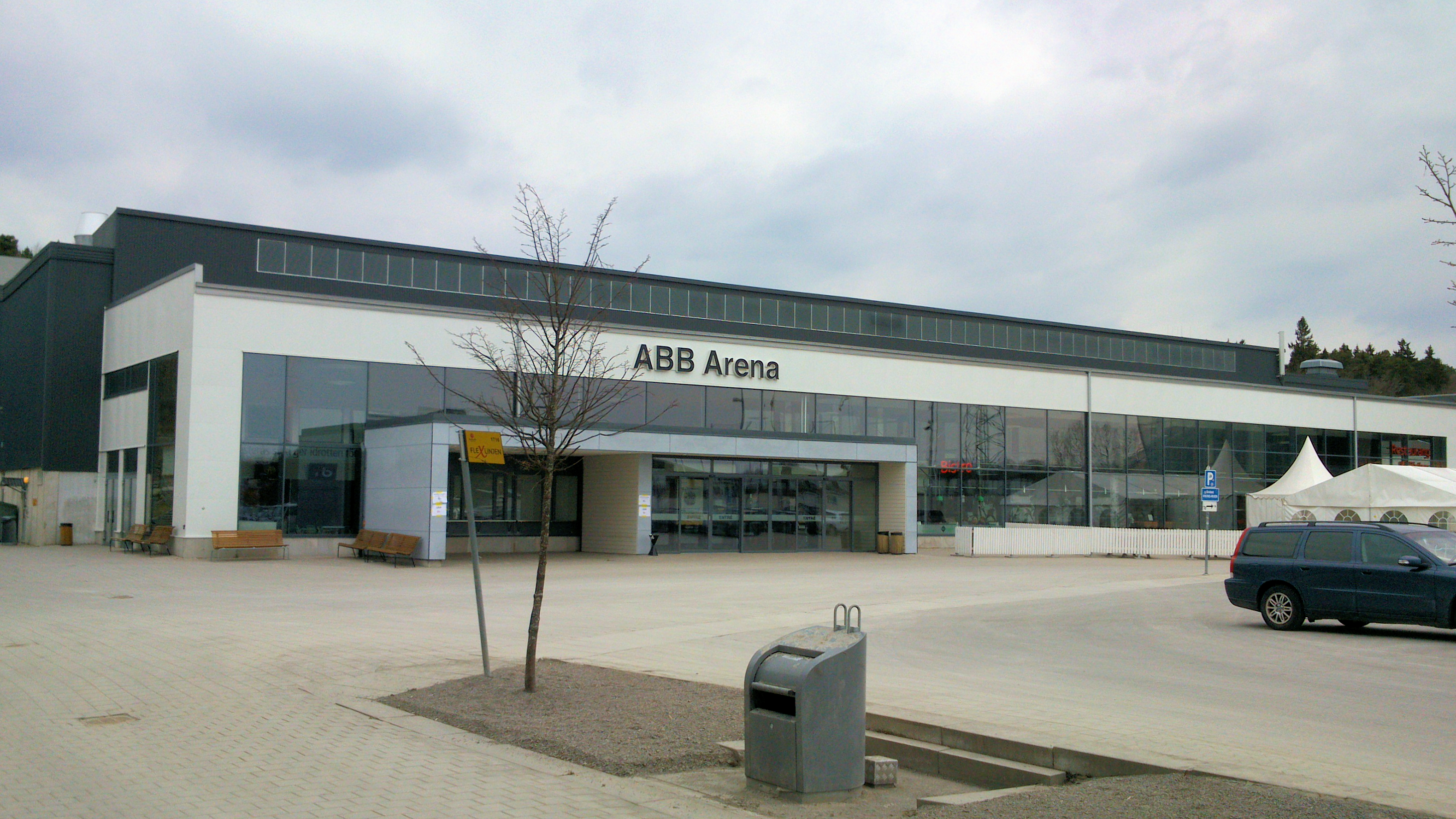
Die ABB Arena Nord, Spielstätte des VIK

## Heimspielstätte
Die Heimspiele des Västerås IK werden in der 4902 Zuschauer fassenden ABB Arena Nord ausgetragen, die 1965 erbaut wurde und bis 2007 Rocklundahallen hieß. Die ABB Arena wurde umgebaut und 2007 wiedereröffnet.

## Bekannte ehemalige Spieler
| - Mikael Backlund - Anders Berglund - Patrik Berglund - Magnus Eriksson - Erik Ersberg - Thomas Gradin - Tim Heed - Peter Karlsson - Gösta Johansson | - Patrik Juhlin - William Karlsson - Jarmo Kekäläinen - Nicklas Lidström - Andreas Lindh - Pär Mårts - Peter Popovic | - Leif Rohlin - Tommy Salo - Göran Sjöberg - Johan Törnqvist - Mats Ytter - Roger Åkerström - Uno Öhrlund |

## Saisonstatistik seit 2001
| Saison             | Spielklasse         | Platzierung        | Playoffs/Relegation                                                  | Kvalserien |
| Västerås IK Ungdom | Västerås IK Ungdom  | Västerås IK Ungdom | Västerås IK Ungdom                                                   | Västerås IK Ungdom                                                                                                 |
| ------------------ | ------------------- | ------------------ | -------------------------------------------------------------------- | --- |
| 2001/02            | Division 1 Västra A | 1                  | 2. Platz der Allettan Västra                                         | 3. Platz in der Kvalserien zur Allsvenskan Södra, AufstiegAnm. 1                                                   |
| 2002/03            | Allsvenskan Södra   | 7                  | 3. Platz in der Abstiegsrunde                                        | |
| 2003/04            | Allsvenskan Norra   | 4                  | 7. Platz der Superallsvenskan                                        | |
| 2004/05            | Allsvenskan Norra   | 5                  | 2. Platz der Allsvenskan Norra                                       | Playoff: Sieg gegen Rögle BK, Niederlage gegen IK Nyköping.                                                        |
| VIK Västerås HK    |                     |                    |                                                                      | |
| 2005/06            | HockeyAllsvenskan   | 9                  |                                                                      | |
| 2006/07            | HockeyAllsvenskan   | 4                  | Niederlage gegen Nyköpings HK im Playoff zur Kvalserien.             | |
| 2007/08            | HockeyAllsvenskan   | 5                  | Sieg gegen Växjö Lakers und Borås HC in den Playoffs zur Kvalserien. | 6. Platz in der Kvalserien zur Elitserien                                                                          |
| 2008/09            | HockeyAllsvenskan   | 3                  |                                                                      | 6. Platz in der Kvalserien zur Elitserien                                                                          |
| 2009/10            | HockeyAllsvenskan   | 8                  |                                                                      | |
| 2010/11            | HockeyAllsvenskan   | 2                  | 5. Platz in der Fortsetzungsrunde                                    | |
| 2011/12            | HockeyAllsvenskan   | 4                  | 4. Platz in der Fortsetzungsrunde                                    | |
| 2012/13            | HockeyAllsvenskan   | 3                  |                                                                      | 4. Platz in der Kvalserien zur Elitserien                                                                          |
| 2013/14            | HockeyAllsvenskan   | 2                  |                                                                      | 6. Platz in der Kvalserien zur Svenska hockeyligan                                                                 |
| 2014/15            | HockeyAllsvenskan   | 1                  | Niederlage gegen Karlskrona HK                                       | Niederlage gegen Rögle BK in der Qualifikation zur SHL                                                             |
| 2015/16            | HockeyAllsvenskan   | 9                  |                                                                      | |
| 2016/17            | HockeyAllsvenskan   | 13                 |                                                                      | 4. Platz in der Kvalserien zur HockeyAllsvenskan, Abstieg                                                          |
| 2017/18            | Hockeyettan Västra  | 1                  | 3. Platz in der Allettan Norra                                       | Playoff: Sieg gegen Mariestad BoIS und Kristianstads IK 2. Platz in der Kvalserien zur HockeyAllsvenskan, Aufstieg |
| Västerås IK        |                     |                    |                                                                      | |
| 2018/19            | HockeyAllsvenskan   | 3                  |                                                                      | 2. Platz in der Playoff-Qualifikation                                                                              |
| 2019/20            | HockeyAllsvenskan   | 5                  | Playoff-Qualifikation abgebrochen                                    | |

Anm. 1 Tingsryds AIF wurde aufgrund von Steuervergehen die Allsvenskan-Lizenz verweigert, so dass Västerås nachrückte.